# Circuit Het Nieuwsblad féminin 2024
Pour la course masculine, voir Circuit Het Nieuwsblad 2024.
La 19e édition du Circuit Het Nieuwsblad féminin a eu lieu le 24 février 2024. C'est la quatrième épreuve de l'UCI World Tour féminin. C'est également la première épreuve internationale disputée en Europe pour les féminines et est considérée comme le début de la saison des classiques. Elle est remportée par la Néerlandaise Marianne Vos. 

## Présentation

### Équipes
| UCI Women's WorldTeams (13)- AG Insurance-Soudal Team - Canyon-SRAM Racing - FDJ-Suez - Fenix-Deceuninck - Human Powered Health - Lidl-Trek - Liv AlUla Jayco - Movistar Team - Team DSM-Firmenich PostNL - SD Worx-Protime - Team Visma \| Lease a Bike - UAE Team ADQ - Uno-X Mobility Équipes féminines continentales (11)- Arkea-B&B Hotels women - Bepink-Bongioanni - Cofidis - Chevalmeire - EF Education-Cannondale - Hess Cycling Team - Komugi-Grand Est - Lotto Dstny Ladies - Proximus-Cyclis CT - Team Coop-Repsol - VolkerWessels |
| |

### Parcours
Le départ fictif est donné depuis Gand et celui officiel à Merelbeke. L'arrivée se trouve à Ninove.
Huit monts sont au programme de cette édition, dont certains recouverts de pavés :
| Mont | Nom             | Km    | Revêtement | Longueur (m) | Pente moyenne | Pente maxi | Km de l'arrivée |
| ---- | --------------- | ----- | ---------- | ------------ | ------------- | ---------- | --------------- |
| 1    | Edelareberg     | 68,7  | asphalte   | 1525         | 4,2 %         | 7 %        | 58,4            |
| 2    | Wolvenberg      | 73,5  | asphalte   | 645          | 7,9 %         | 17,3 %     | 53,6            |
| 3    | Molenberg       | 85,9  | pavé       | 463          | 7 %           | 14,2 %     | 41,2            |
| 4    | Leberg          | 93,4  | asphalte   | 950          | 4,2 %         | 13,8 %     | 33,7            |
| 5    | Berendries      | 97,5  | asphalte   | 940          | 7 %           | 12,3 %     | 29,6            |
| 6    | Elverenberg     | 99,9  | asphalte   | 1 268        | 3,6 %         | 9 %        | 27,2            |
| 7    | Mur de Grammont | 111,4 | pavés      | 475          | 9,3 %         | 19,8 %     | 15,7            |
| 8    | Bosberg         | 115,3 | pavés      | 980          | 5,8 %         | 11 %       | 11,8            |

En plus des traditionnels monts, il y a cinq secteurs pavés :
| Secteur | Nom              | Km   | Longueur (m) | Km de l'arrivée |
| ------- | ---------------- | ---- | ------------ | --------------- |
| 1       | Lange Munte (nl) | 27,1 | 2 500        | 99,0            |
| 2       | Holleweg         | 70,9 | 650          | 56,2            |
| 3       | Kerkgate         | 77,1 | 1400         | 50,0            |
| 4       | Jagerij          | 79,7 | 800          | 47,4            |
| 5       | Haaghoek (nl)    | 90,4 | 2 000        | 36,7            |

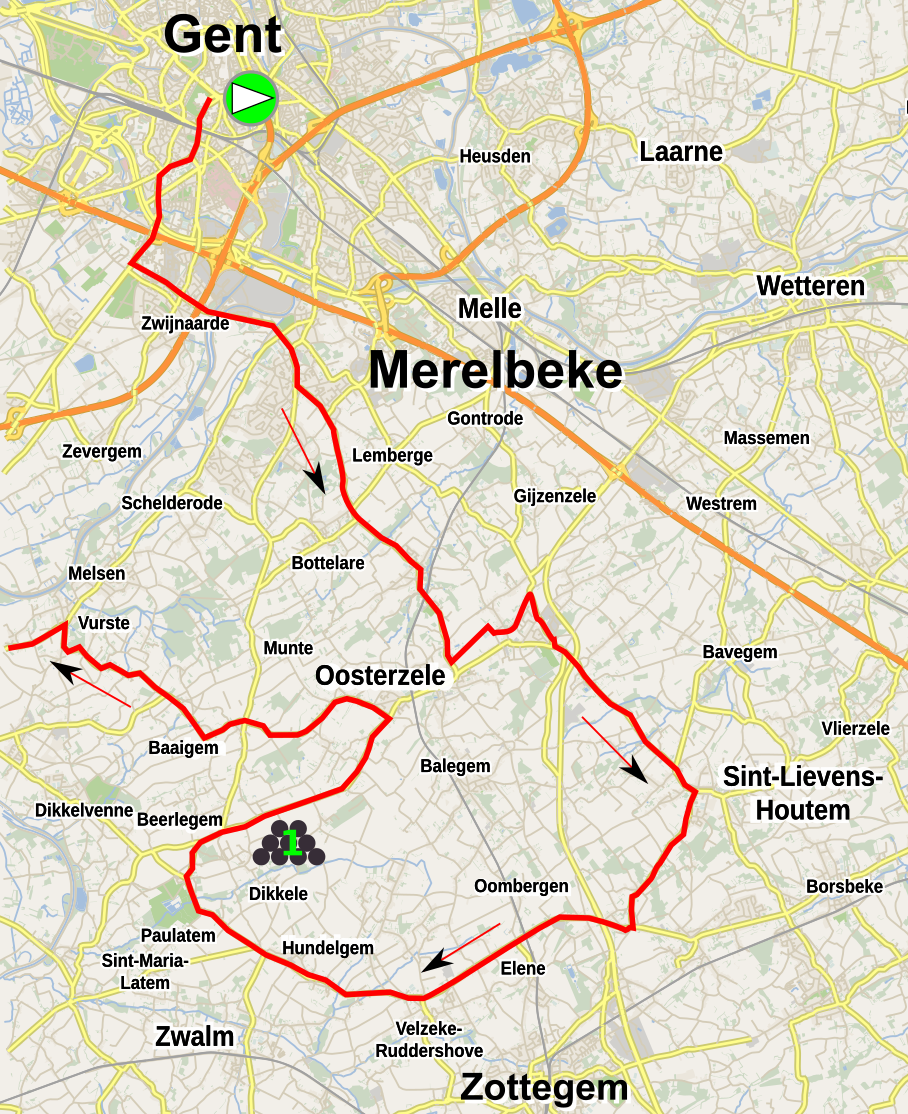
Partie nord de la course
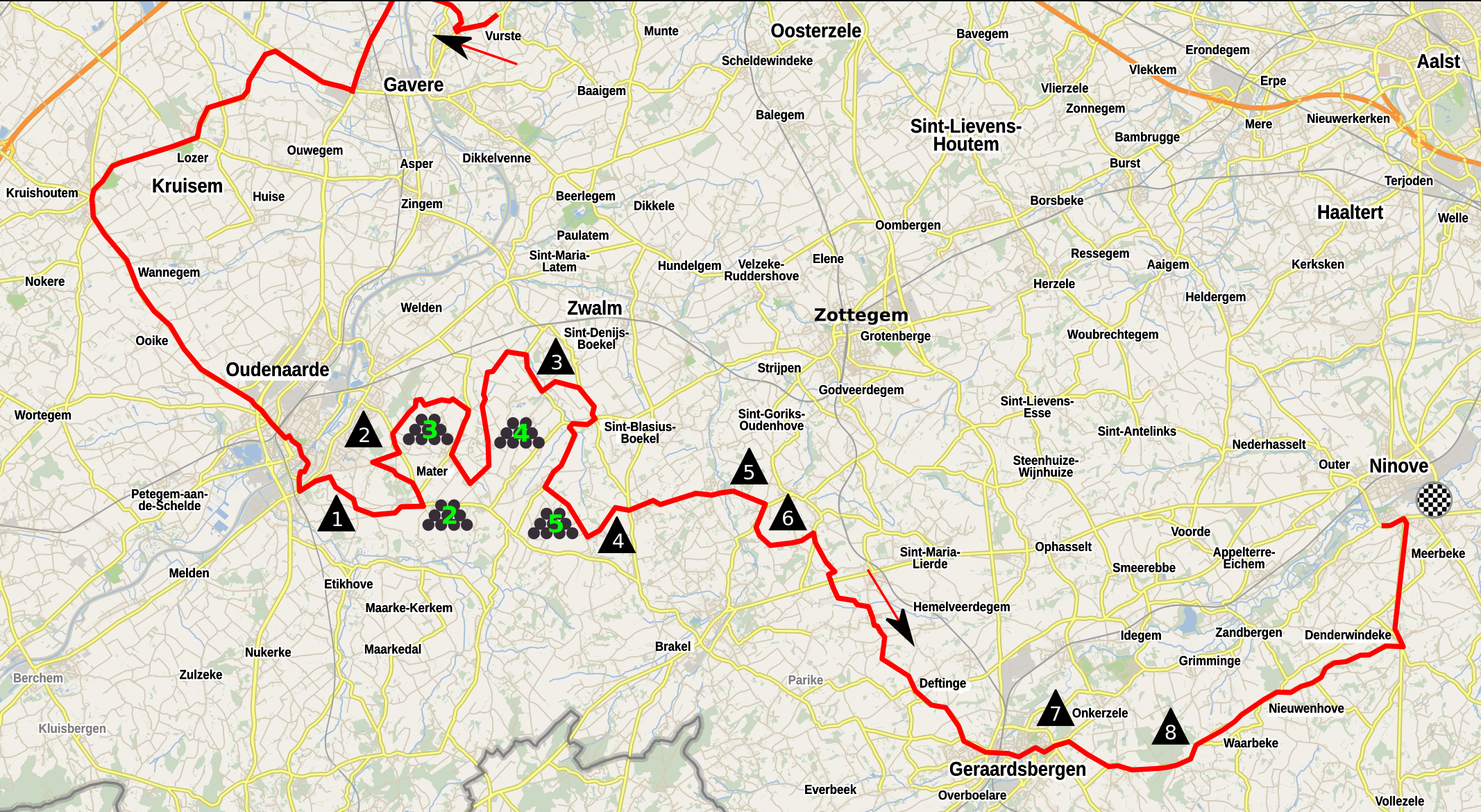
Partie sud de la course

## Favorites
La formation SD Worx fait figure d'épouvantail avec Lotte Kopecky qui a montré sa bonne forme sur le Tour des Émirats arabes unis, Demi Vollering, Lorena Wiebes ou Marlen Reusser. L'opposition doit venir de Lidl-Trek avec Elisa Longo Borghini et Elisa Balsamo. Les autres favorites sont : Katarzyna Niewiadoma, Cecilie Uttrup Ludwig, Emma Norsgaard, Marianne Vos, Alison Jackson et Audrey Cordon-Ragot.

## Récit de la course
Une échappée de trois coureuses sort dans les vingt premiers kilomètres. Il s'agit de : Marieke de Groot, Rotem Gafinovitz et Tota Magalhães. Leur avance atteint rapidement quatre minutes. Derrière, Marieke Meert et Maaike Coljé partent en poursuite et opèrent la jonction à soixante-seize kilomètres de l'arrivée. L'écart avec le peloton dépasse alors les sept minutes. Dans le secteur pavé d'Haaghoek, Elisa Longo Borghini place une accélération. Le Berendries voit ensuite un groupe de favorites se former. Il contient : Lotte Kopecky, Demi Vollering, Lorena Wiebes, Katarzyna Niewiadoma, Marianne Vos, Shirin Van Anrooij, Puck Pieterse, Thalita de Jong et Pfeiffer Georgi. Longo Borghini revient dans le Vossenhol sur la tête de course. À vingt-cinq kilomètres du but, elle est seule en tête. Niewiadoma mène la montée du mur de Grammont, jusqu'à ce que Lotte Kopecky produise son attaque. Elle est suivie par Vos. Van Anrooij parvient à revenir au sommet, tandis que Longo Borghini, dépassée parvient à accrocher le wagon. Ce quatuor a une dizaine de secondes d'avance sur le groupe de poursuite au pied du Bosberg. Kopecky y passe à l'offensive, mais Vos est dans la roue. Le groupe se reforme. Aux six kilomètres, Van Anrooij attaque, mais Vos la marque. L'attaque suivante vient de Longo Borghini. Vos force Kopecky à faire l'effort. Vos est la suivante à tenter, suivi d'un contre de Longo Borghini, puis une nouvelle attaque de Van Anrooij. Elles se départagent finalement au sprint où Marianne Vos se montre la plus rapide.

## Classements

### Classement final
| \| Classement général \| Classement général \| Classement général \| Classement général \| Classement général \| \| Coureuse \| Coureuse \| Pays \| Équipe \| Temps \| \| ------------------ \| -------------------- \| ------------------ \| -------------------------- \| ------------------ \| \| 1re \| Marianne Vos \| Pays-Bas \| Team Visma \\| Lease a Bike \| 3 h 27 min 15 s \| \| 2e \| Lotte Kopecky \| Belgique \| SD Worx-Protime \| + 0 s \| \| 3e \| Elisa Longo Borghini \| Italie \| Lidl-Trek \| + 0 s \| \| 4e \| Shirin van Anrooij \| Pays-Bas \| Lidl-Trek \| + 0 s \| \| 5e \| Thalita de Jong \| Pays-Bas \| Lotto Dstny Ladies \| + 1 min 08 s \| \| 6e \| Demi Vollering \| Pays-Bas \| SD Worx-Protime \| + 1 min 08 s \| \| 7e \| Katarzyna Niewiadoma \| Pologne \| Canyon-SRAM Racing \| + 1 min 08 s \| \| 8e \| Puck Pieterse \| Pays-Bas \| Fenix-Deceuninck \| + 1 min 08 s \| \| 9e \| Lorena Wiebes \| Pays-Bas \| SD Worx-Protime \| + 1 min 53 s \| \| 10e \| Elisa Balsamo \| Italie \| Lidl-Trek \| + 2 min 08 s \| |                      |          |                            |                 |
| |                      |          |                            |                 |
| Source : ProCyclingStats |                      |          |                            |                 |
| Classement général |                      |          |                            |                 |
| Coureuse | Coureuse             | Pays     | Équipe                     | Temps           |
| 1re | Marianne Vos         | Pays-Bas | Team Visma \| Lease a Bike | 3 h 27 min 15 s |
| 2e | Lotte Kopecky        | Belgique | SD Worx-Protime            | + 0 s           |
| 3e | Elisa Longo Borghini | Italie   | Lidl-Trek                  | + 0 s           |
| 4e | Shirin van Anrooij   | Pays-Bas | Lidl-Trek                  | + 0 s           |
| 5e | Thalita de Jong      | Pays-Bas | Lotto Dstny Ladies         | + 1 min 08 s    |
| 6e | Demi Vollering       | Pays-Bas | SD Worx-Protime            | + 1 min 08 s    |
| 7e | Katarzyna Niewiadoma | Pologne  | Canyon-SRAM Racing         | + 1 min 08 s    |
| 8e | Puck Pieterse        | Pays-Bas | Fenix-Deceuninck           | + 1 min 08 s    |
| 9e | Lorena Wiebes        | Pays-Bas | SD Worx-Protime            | + 1 min 53 s    |
| 10e | Elisa Balsamo        | Italie   | Lidl-Trek                  | + 2 min 08 s    |

### UCI World Tour

#### Points attribués
| Position           | 1er | 2e  | 3e  | 4e  | 5e  | 6e  | 7e  | 8e  | 9e | 10e | 11e | 12e | 13e | 14e | 15e | 16e à 20e | 21e à 30e | 31e à 40e |
| Classement général | 400 | 320 | 260 | 220 | 180 | 140 | 120 | 100 | 80 | 68  | 56  | 48  | 40  | 32  | 28  | 24        | 16        | 8         |

| Classement par points | Classement par points | Classement par points | Classement par points      | Classement par points |
| Coureuse              | Coureuse              | Pays                  | Équipe                     | Points                |
| --------------------- | --------------------- | --------------------- | -------------------------- | --------------------- |
| 1re                   | Lotte Kopecky         | Belgique              | SD Worx-Protime            | 786 pts               |
| 2e                    | Neve Bradbury         | Australie             | Canyon-SRAM Racing         | 678 pts               |
| 3e                    | Dominika Włodarczyk   | Pologne               | UAE Team ADQ               | 520 pts               |
| 4e                    | Sarah Gigante         | Australie             | AG Insurance-Soudal Team   | 514 pts               |
| 5e                    | Rosita Reijnhout      | Pays-Bas              | Team Visma \| Lease a Bike | 448 pts               |
| 6e                    | Cecilie Uttrup Ludwig | Danemark              | FDJ-Suez                   | 408 pts               |
| 7e                    | Marianne Vos          | Pays-Bas              | Team Visma \| Lease a Bike | 400 pts               |
| 8e                    | Elisa Longo Borghini  | Italie                | Lidl-Trek                  | 395 pts               |
| 9e                    | Nienke Vinke          | Pays-Bas              | Team dsm-firmenich PostNL  | 376 pts               |
| 10e                   | Victorie Guilman      | France                | St Michel-Mavic-Auber 93   | 302 pts               |

| Classement par points | Classement par points | Classement par points | Classement par points      | Classement par points |
| Coureuse              | Coureuse              | Pays                  | Équipe                     | Points                |
| --------------------- | --------------------- | --------------------- | -------------------------- | --------------------- |
| 1re                   | Lotte Kopecky         | Belgique              | SD Worx-Protime            | 786 pts               |
| 2e                    | Neve Bradbury         | Australie             | Canyon-SRAM Racing         | 678 pts               |
| 3e                    | Dominika Włodarczyk   | Pologne               | UAE Team ADQ               | 520 pts               |
| 4e                    | Sarah Gigante         | Australie             | AG Insurance-Soudal Team   | 514 pts               |
| 5e                    | Rosita Reijnhout      | Pays-Bas              | Team Visma \| Lease a Bike | 448 pts               |
| 6e                    | Cecilie Uttrup Ludwig | Danemark              | FDJ-Suez                   | 408 pts               |
| 7e                    | Marianne Vos          | Pays-Bas              | Team Visma \| Lease a Bike | 400 pts               |
| 8e                    | Elisa Longo Borghini  | Italie                | Lidl-Trek                  | 395 pts               |
| 9e                    | Nienke Vinke          | Pays-Bas              | Team dsm-firmenich PostNL  | 376 pts               |
| 10e                   | Victorie Guilman      | France                | St Michel-Mavic-Auber 93   | 302 pts               |

| Classement du meilleur jeune | Classement du meilleur jeune | Classement du meilleur jeune | Classement du meilleur jeune | Classement du meilleur jeune |
| Coureuse                     | Coureuse                     | Pays                         | Équipe                       | Points                       |
| ---------------------------- | ---------------------------- | ---------------------------- | ---------------------------- | ---------------------------- |
| 1re                          | Neve Bradbury                | Australie                    | Canyon-SRAM Racing           | 10 pts                       |
| 2e                           | Shirin van Anrooij           | Pays-Bas                     | Lidl-Trek                    | 6 pts                        |
| 3e                           | Rosita Reijnhout             | Pays-Bas                     | Team Visma \| Lease a Bike   | 6 pts                        |

| Classement du meilleur jeune | Classement du meilleur jeune | Classement du meilleur jeune | Classement du meilleur jeune | Classement du meilleur jeune |
| Coureuse                     | Coureuse                     | Pays                         | Équipe                       | Points                       |
| ---------------------------- | ---------------------------- | ---------------------------- | ---------------------------- | ---------------------------- |
| 1re                          | Neve Bradbury                | Australie                    | Canyon-SRAM Racing           | 10 pts                       |
| 2e                           | Shirin van Anrooij           | Pays-Bas                     | Lidl-Trek                    | 6 pts                        |
| 3e                           | Rosita Reijnhout             | Pays-Bas                     | Team Visma \| Lease a Bike   | 6 pts                        |

| Classement par équipes aux points | Classement par équipes aux points | Classement par équipes aux points | Classement par équipes aux points |
| Équipe                            | Équipe                            | Pays                              | Points                            |
| --------------------------------- | --------------------------------- | --------------------------------- | --------------------------------- |
| 1re                               | Lidl-Trek                         | États-Unis                        | 1286 pts                          |
| 2e                                | SD Worx-Protime                   | Pays-Bas                          | 1186 pts                          |
| 3e                                | Canyon-SRAM Racing                | Allemagne                         | 1158 pts                          |
| 4e                                | Team Visma \| Lease a Bike        | Pays-Bas                          | 962 pts                           |
| 5e                                | UAE Team ADQ                      | Émirats arabes unis               | 961 pts                           |
| 6e                                | AG Insurance-Soudal Team          | Belgique                          | 830 pts                           |
| 7e                                | Team DSM-Firmenich PostNL         | Pays-Bas                          | 821 pts                           |
| 8e                                | FDJ-Suez                          | France                            | 820 pts                           |
| 9e                                | Liv AlUla Jayco                   | Australie                         | 715 pts                           |
| 10e                               | St Michel-Mavic-Auber93           | France                            | 649 pts                           |

| Classement par équipes aux points | Classement par équipes aux points | Classement par équipes aux points | Classement par équipes aux points |
| Équipe                            | Équipe                            | Pays                              | Points                            |
| --------------------------------- | --------------------------------- | --------------------------------- | --------------------------------- |
| 1re                               | Lidl-Trek                         | États-Unis                        | 1286 pts                          |
| 2e                                | SD Worx-Protime                   | Pays-Bas                          | 1186 pts                          |
| 3e                                | Canyon-SRAM Racing                | Allemagne                         | 1158 pts                          |
| 4e                                | Team Visma \| Lease a Bike        | Pays-Bas                          | 962 pts                           |
| 5e                                | UAE Team ADQ                      | Émirats arabes unis               | 961 pts                           |
| 6e                                | AG Insurance-Soudal Team          | Belgique                          | 830 pts                           |
| 7e                                | Team DSM-Firmenich PostNL         | Pays-Bas                          | 821 pts                           |
| 8e                                | FDJ-Suez                          | France                            | 820 pts                           |
| 9e                                | Liv AlUla Jayco                   | Australie                         | 715 pts                           |
| 10e                               | St Michel-Mavic-Auber93           | France                            | 649 pts                           |

## Liste des participants
| Légende | Légende                                                                    | Légende | Légende                                                    |
| ------- | -------------------------------------------------------------------------- | ------- | ---------------------------------------------------------- |
| Num     | Dossard de départ porté par le coureur sur ce Circuit Het Nieuwsblad       | Pos     | Position à l'arrivée de la course                          |
|         | Indique un maillot de champion national ou mondial, suivi de sa spécialité | NP      | Indique un coureur qui n'a pas pris le départ de la course |
| AB      | Indique un coureur qui n'a pas terminé la course                           | HD      | Indique un coureur qui a terminé la course hors des délais |

| SD Worx-Protime SDW | SD Worx-Protime SDW             | SD Worx-Protime SDW |
| ------------------- | ------------------------------- | ------------------- |
| Num                 | Coureuse                        | Pos                 |
| 1                   | Lotte Kopecky (BEL) (route)     | 2e                  |
| 2                   | Demi Vollering (NED) (route)    | 6e                  |
| 3                   | Lorena Wiebes (NED)             | 9e                  |
| 4                   | Christine Majerus (LUX) (route) | 19e                 |
| 5                   | Femke Markus (NED)              | 82e                 |
| 6                   | Elena Cecchini (ITA)            | 81e                 |

| AG Insurance-Soudal Team AGS | AG Insurance-Soudal Team AGS       | AG Insurance-Soudal Team AGS |
| ---------------------------- | ---------------------------------- | ---------------------------- |
| Num                          | Coureuse                           | Pos                          |
| 11                           | Kimberley Le Court de Billot (MRI) | 58e                          |
| 12                           | Julia Borgström (SWE)              | AB                           |
| 13                           | Marthe Goossens (BEL)              | 18e                          |
| 14                           | Anya Louw (AUS)                    | 38e                          |
| 15                           | Maud Rijnbeek (NED)                | AB                           |
| 16                           | Ilse Pluimers (NED)                | 23e                          |

| Fenix-Deceuninck FED | Fenix-Deceuninck FED          | Fenix-Deceuninck FED |
| -------------------- | ----------------------------- | -------------------- |
| Num                  | Coureuse                      | Pos                  |
| 21                   | Julie De Wilde (BEL)          | 45e                  |
| 22                   | Evy Kuijpers (NED)            | 61e                  |
| 23                   | Puck Pieterse (NED)           | 8e                   |
| 25                   | Christina Schweinberger (AUT) | 15e                  |
| 26                   | Marthe Truyen (BEL)           | AB                   |

| Canyon-SRAM Racing CSR | Canyon-SRAM Racing CSR         | Canyon-SRAM Racing CSR |
| ---------------------- | ------------------------------ | ---------------------- |
| Num                    | Coureuse                       | Pos                    |
| 31                     | Katarzyna Niewiadoma (POL)     | 7e                     |
| 32                     | Tiffany Cromwell (AUS)         | AB                     |
| 33                     | Soraya Paladin (ITA)           | 22e                    |
| 34                     | Agnieszka Skalniak-Sójka (POL) | 37e                    |
| 35                     | Alice Towers (GBR)             | 39e                    |
| 36                     | Elise Chabbey (SUI)            | 40e                    |

| FDJ-Suez FST | FDJ-Suez FST                | FDJ-Suez FST |
| ------------ | --------------------------- | ------------ |
| Num          | Coureuse                    | Pos          |
| 41           | Loes Adegeest (NED)         | 30e          |
| 42           | Nina Buysman (NED)          | 31e          |
| 43           | Vittoria Guazzini (ITA)     | 80e          |
| 44           | Amber Kraak (NED)           | 77e          |
| 45           | Marie Le Net (FRA)          | 59e          |
| 46           | Cecilie Uttrup Ludwig (DEN) | AB           |

| Human Powered Health HPH | Human Powered Health HPH  | Human Powered Health HPH |
| ------------------------ | ------------------------- | ------------------------ |
| Num                      | Coureuse                  | Pos                      |
| 51                       | Audrey Cordon-Ragot (FRA) | 36e                      |
| 52                       | Ruth Edwards (USA)        | 27e                      |
| 53                       | Maëlle Grossetête (FRA)   | 52e                      |
| 54                       | Romy Kasper (GER)         | 56e                      |
| 56                       | Alice Wood (GBR)          | 79e                      |

| Lidl-Trek LTK | Lidl-Trek LTK                      | Lidl-Trek LTK |
| ------------- | ---------------------------------- | ------------- |
| Num           | Coureuse                           | Pos           |
| 61            | Elisa Balsamo (ITA)                | 10e           |
| 62            | Shirin van Anrooij (NED)           | 4e            |
| 63            | Lizzie Deignan (GBR)               | 44e           |
| 64            | Lauretta Hanson (AUS)              | 32e           |
| 65            | Elisa Longo Borghini (ITA) (route) | 3e            |
| 66            | Ilaria Sanguineti (ITA)            | 84e           |

| Liv AlUla Jayco LAJ | Liv AlUla Jayco LAJ               | Liv AlUla Jayco LAJ |
| ------------------- | --------------------------------- | ------------------- |
| Num                 | Coureuse                          | Pos                 |
| 71                  | Georgie Howe (AUS)                | AB                  |
| 72                  | Jeanne Korevaar (NED)             | 62e                 |
| 73                  | Amber Pate (AUS)                  | 69e                 |
| 74                  | Letizia Paternoster (ITA)         | AB                  |
| 75                  | Ruby Roseman-Gannon (AUS) (route) | 17e                 |
| 76                  | Teniel Campbell (TTO)             | 83e                 |

| Movistar Team MOV | Movistar Team MOV            | Movistar Team MOV |
| ----------------- | ---------------------------- | ----------------- |
| Num               | Coureuse                     | Pos               |
| 81                | Aude Biannic (FRA)           | AB                |
| 82                | Emma Norsgaard (DEN)         | 11e               |
| 83                | Jelena Erić (SRB) (route)    | AB                |
| 84                | Sara Martín (ESP)            | 74e               |
| 85                | Lucia Ruiz Pérez (ESP)       | AB                |
| 86                | Arlenis Sierra (CUB) (route) | 34e               |

| Team dsm-firmenich PostNL DFP | Team dsm-firmenich PostNL DFP | Team dsm-firmenich PostNL DFP |
| ----------------------------- | ----------------------------- | ----------------------------- |
| Num                           | Coureuse                      | Pos                           |
| 91                            | Francesca Barale (ITA)        | 54e                           |
| 92                            | Franziska Koch (GER)          | 71e                           |
| 93                            | Pfeiffer Georgi (GBR) (route) | 13e                           |
| 94                            | Daniek Hengeveld (NED)        | 76e                           |
| 95                            | Josie Nelson (GBR)            | 78e                           |
| 96                            | Elise Uijen (NED)             | 48e                           |

| Team Visma \| Lease a Bike TVL | Team Visma \| Lease a Bike TVL | Team Visma \| Lease a Bike TVL |
| ------------------------------ | ------------------------------ | ------------------------------ |
| Num                            | Coureuse                       | Pos                            |
| 101                            | Marianne Vos (NED)             | 1re                            |
| 102                            | Nienke Veenhoven (NED)         | 111e                           |
| 103                            | Linda Riedmann (GER)           | 49e                            |
| 104                            | Eva van Agt (NED)              | 75e                            |
| 105                            | Sophie von Berswordt (NED)     | NP                             |
| 106                            | Lieke Nooijen (NED)            | 29e                            |

| UAE Team ADQ UAD | UAE Team ADQ UAD          | UAE Team ADQ UAD |
| ---------------- | ------------------------- | ---------------- |
| Num              | Coureuse                  | Pos              |
| 111              | Chiara Consonni (ITA)     | AB               |
| 112              | Alena Amialiusik (BLR)    | 42e              |
| 113              | Sofia Bertizzolo (ITA)    | 112e             |
| 114              | Eleonora Gasparrini (ITA) | 53e              |
| 115              | Silvia Persico (ITA)      | 35e              |
| 116              | Karlijn Swinkels (NED)    | 14e              |

| Uno-X Mobility UXM | Uno-X Mobility UXM              | Uno-X Mobility UXM |
| ------------------ | ------------------------------- | ------------------ |
| Num                | Coureuse                        | Pos                |
| 121                | Anniina Ahtosalo (FIN) (route)  | 90e                |
| 122                | Teuntje Beekhuis (NED)          | 89e                |
| 123                | Simone Boilard (CAN)            | 28e                |
| 124                | Maria Giulia Confalonieri (ITA) | 73e                |
| 125                | Anouska Koster (NED)            | 21e                |
| 126                | Amalie Dideriksen (DEN)         | 50e                |

| Lotto Dstny Ladies LDL | Lotto Dstny Ladies LDL     | Lotto Dstny Ladies LDL |
| ---------------------- | -------------------------- | ---------------------- |
| Num                    | Coureuse                   | Pos                    |
| 131                    | Mieke Docx (BEL)           | 96e                    |
| 132                    | Maureen Arens (NED)        | 99e                    |
| 133                    | Quinty van de Guchte (NED) | 70e                    |
| 134                    | Thalita de Jong (NED)      | 5e                     |
| 135                    | Fauve Bastiaenssen (BEL)   | 66e                    |
| 136                    | Katrijn De Clercq (BEL)    | 98e                    |

| Proximus-Cyclis CT ___ | Proximus-Cyclis CT ___  | Proximus-Cyclis CT ___ |
| ---------------------- | ----------------------- | ---------------------- |
| Num                    | Coureuse                | Pos                    |
| 141                    | Lente Boskamp (NED)     | AB                     |
| 142                    | Marieke de Groot (NED)  | 117e                   |
| 143                    | Febe Poppe (BEL)        | AB                     |
| 144                    | Lisa van Belle (NED)    | AB                     |
| 145                    | Femke van Goethem (BEL) | 97e                    |
| 146                    | Deborah Veerman (NED)   | 102e                   |

| Arkéa-B&B Hotels Women ARK | Arkéa-B&B Hotels Women ARK    | Arkéa-B&B Hotels Women ARK |
| -------------------------- | ----------------------------- | -------------------------- |
| Num                        | Coureuse                      | Pos                        |
| 151                        | Lotte Claes (BEL)             | 41e                        |
| 152                        | Maaike Coljé (NED)            | 51e                        |
| 153                        | Océane Mahé (FRA)             | AB                         |
| 154                        | Emilia Fahlin (SWE) (route)   | 114e                       |
| 155                        | Marie-Morgane Le Deunff (FRA) | 67e                        |
| 156                        | Maurène Trégouët (FRA)        | 93e                        |

| Bepink-Bongioanni BPK | Bepink-Bongioanni BPK               | Bepink-Bongioanni BPK |
| --------------------- | ----------------------------------- | --------------------- |
| Num                   | Coureuse                            | Pos                   |
| 161                   | Andrea Casagranda (ITA)             | AB                    |
| 162                   | Angela Oro (ITA)                    | AB                    |
| 163                   | Ana Vitória Magalhães (BRA) (route) | 63e                   |
| 164                   | Beatrice Pozzobon (ITA)             | 105e                  |
| 165                   | Nora Jenčušová (SVK) (route)        | AB                    |
| 166                   | Monica Trinca Colonel (ITA)         | 72e                   |

| Cofidis COF | Cofidis COF                    | Cofidis COF |
| ----------- | ------------------------------ | ----------- |
| Num         | Coureuse                       | Pos         |
| 171         | Victoire Berteau (FRA) (route) | 16e         |
| 172         | Alana Castrique (BEL)          | 95e         |
| 173         | Valentine Fortin (FRA)         | 101e        |
| 174         | Lise Ménage (FRA)              | 103e        |
| 175         | Sarah Roy (AUS)                | 12e         |
| 176         | Josie Talbot (AUS)             | 113e        |

| EF Education-Cannondale EFC | EF Education-Cannondale EFC  | EF Education-Cannondale EFC |
| --------------------------- | ---------------------------- | --------------------------- |
| Num                         | Coureuse                     | Pos                         |
| 181                         | Megan Armitage (IRL)         | 86e                         |
| 182                         | Letizia Borghesi (ITA)       | 25e                         |
| 183                         | Kristen Faulkner (USA)       | 33e                         |
| 184                         | Alison Jackson (CAN) (route) | 65e                         |
| 185                         | Nina Kessler (NED)           | 64e                         |
| 186                         | Noemi Rüegg (SUI)            | 60e                         |

| Hess Cycling Team HCT | Hess Cycling Team HCT         | Hess Cycling Team HCT |
| --------------------- | ----------------------------- | --------------------- |
| Num                   | Coureuse                      | Pos                   |
| 191                   | Nicole Frain (AUS)            | 116e                  |
| 192                   | Rotem Gafinovitz (ISR)        | 55e                   |
| 193                   | Annika Liehner (SUI)          | AB                    |
| 194                   | Clara Lundmark (SWE)          | 94e                   |
| 195                   | Alice McWilliam (GBR)         | 115e                  |
| 196                   | Marjolein van 't Geloof (NED) | 47e                   |

| Team Coop-Repsol HPU | Team Coop-Repsol HPU          | Team Coop-Repsol HPU |
| -------------------- | ----------------------------- | -------------------- |
| Num                  | Coureuse                      | Pos                  |
| 201                  | India Grangier (FRA)          | 20e                  |
| 202                  | Monica Greenwood (GBR)        | 91e                  |
| 203                  | Sigrid Ytterhus Haugset (NOR) | 43e                  |
| 204                  | Mari Hole Mohr (NOR)          | 107e                 |
| 205                  | April Tacey (GBR)             | 85e                  |
| 206                  | Eline Van Rooijen (NED)       | AB                   |

| Team Komugi-Grand Est GEK | Team Komugi-Grand Est GEK | Team Komugi-Grand Est GEK |
| ------------------------- | ------------------------- | ------------------------- |
| Num                       | Coureuse                  | Pos                       |
| 211                       | Chloé Charpentier (FRA)   | AB                        |
| 212                       | Fien Delbaere (BEL)       | 106e                      |
| 213                       | Eliška Kvasničková (CZE)  | 108e                      |
| 214                       | Silvia Magri (ITA)        | 88e                       |
| 215                       | Laury Milette (CAN)       | 104e                      |
| 216                       | Josephine Peloquin (CAN)  | AB                        |

| VolkerWessels VWT | VolkerWessels VWT       | VolkerWessels VWT |
| ----------------- | ----------------------- | ----------------- |
| Num               | Coureuse                | Pos               |
| 221               | Valerie Demey (BEL)     | 57e               |
| 222               | Eline Jansen (NED)      | AB                |
| 223               | Quinty Schoens (NED)    | 24e               |
| 224               | Marieke Meert (BEL)     | 46e               |
| 225               | Marith Vanhove (BEL)    | 87e               |
| 226               | Sabrina Stultiens (NED) | 26e               |

| Chevalmeire CHE | Chevalmeire CHE        | Chevalmeire CHE |
| --------------- | ---------------------- | --------------- |
| Num             | Coureuse               | Pos             |
| 231             | Malin Eriksen (NOR)    | 100e            |
| 232             | Antonia Gröndahl (FIN) | 110e            |
| 233             | Danique Braam (NED)    | 68e             |
| 234             | Cleo Kiekens (BEL)     | 109e            |
| 235             | Hanna Nilsson (SWE)    | AB              |
| 236             | Emily Watts (AUS)      | 92e             |

| SD Worx-Protime SDW | SD Worx-Protime SDW             | SD Worx-Protime SDW |
| ------------------- | ------------------------------- | ------------------- |
| Num                 | Coureuse                        | Pos                 |
| 1                   | Lotte Kopecky (BEL) (route)     | 2e                  |
| 2                   | Demi Vollering (NED) (route)    | 6e                  |
| 3                   | Lorena Wiebes (NED)             | 9e                  |
| 4                   | Christine Majerus (LUX) (route) | 19e                 |
| 5                   | Femke Markus (NED)              | 82e                 |
| 6                   | Elena Cecchini (ITA)            | 81e                 |

| AG Insurance-Soudal Team AGS | AG Insurance-Soudal Team AGS       | AG Insurance-Soudal Team AGS |
| ---------------------------- | ---------------------------------- | ---------------------------- |
| Num                          | Coureuse                           | Pos                          |
| 11                           | Kimberley Le Court de Billot (MRI) | 58e                          |
| 12                           | Julia Borgström (SWE)              | AB                           |
| 13                           | Marthe Goossens (BEL)              | 18e                          |
| 14                           | Anya Louw (AUS)                    | 38e                          |
| 15                           | Maud Rijnbeek (NED)                | AB                           |
| 16                           | Ilse Pluimers (NED)                | 23e                          |

| Fenix-Deceuninck FED | Fenix-Deceuninck FED          | Fenix-Deceuninck FED |
| -------------------- | ----------------------------- | -------------------- |
| Num                  | Coureuse                      | Pos                  |
| 21                   | Julie De Wilde (BEL)          | 45e                  |
| 22                   | Evy Kuijpers (NED)            | 61e                  |
| 23                   | Puck Pieterse (NED)           | 8e                   |
| 25                   | Christina Schweinberger (AUT) | 15e                  |
| 26                   | Marthe Truyen (BEL)           | AB                   |

| Canyon-SRAM Racing CSR | Canyon-SRAM Racing CSR         | Canyon-SRAM Racing CSR |
| ---------------------- | ------------------------------ | ---------------------- |
| Num                    | Coureuse                       | Pos                    |
| 31                     | Katarzyna Niewiadoma (POL)     | 7e                     |
| 32                     | Tiffany Cromwell (AUS)         | AB                     |
| 33                     | Soraya Paladin (ITA)           | 22e                    |
| 34                     | Agnieszka Skalniak-Sójka (POL) | 37e                    |
| 35                     | Alice Towers (GBR)             | 39e                    |
| 36                     | Elise Chabbey (SUI)            | 40e                    |

| FDJ-Suez FST | FDJ-Suez FST                | FDJ-Suez FST |
| ------------ | --------------------------- | ------------ |
| Num          | Coureuse                    | Pos          |
| 41           | Loes Adegeest (NED)         | 30e          |
| 42           | Nina Buysman (NED)          | 31e          |
| 43           | Vittoria Guazzini (ITA)     | 80e          |
| 44           | Amber Kraak (NED)           | 77e          |
| 45           | Marie Le Net (FRA)          | 59e          |
| 46           | Cecilie Uttrup Ludwig (DEN) | AB           |

| Human Powered Health HPH | Human Powered Health HPH  | Human Powered Health HPH |
| ------------------------ | ------------------------- | ------------------------ |
| Num                      | Coureuse                  | Pos                      |
| 51                       | Audrey Cordon-Ragot (FRA) | 36e                      |
| 52                       | Ruth Edwards (USA)        | 27e                      |
| 53                       | Maëlle Grossetête (FRA)   | 52e                      |
| 54                       | Romy Kasper (GER)         | 56e                      |
| 56                       | Alice Wood (GBR)          | 79e                      |

| Lidl-Trek LTK | Lidl-Trek LTK                      | Lidl-Trek LTK |
| ------------- | ---------------------------------- | ------------- |
| Num           | Coureuse                           | Pos           |
| 61            | Elisa Balsamo (ITA)                | 10e           |
| 62            | Shirin van Anrooij (NED)           | 4e            |
| 63            | Lizzie Deignan (GBR)               | 44e           |
| 64            | Lauretta Hanson (AUS)              | 32e           |
| 65            | Elisa Longo Borghini (ITA) (route) | 3e            |
| 66            | Ilaria Sanguineti (ITA)            | 84e           |

| Liv AlUla Jayco LAJ | Liv AlUla Jayco LAJ               | Liv AlUla Jayco LAJ |
| ------------------- | --------------------------------- | ------------------- |
| Num                 | Coureuse                          | Pos                 |
| 71                  | Georgie Howe (AUS)                | AB                  |
| 72                  | Jeanne Korevaar (NED)             | 62e                 |
| 73                  | Amber Pate (AUS)                  | 69e                 |
| 74                  | Letizia Paternoster (ITA)         | AB                  |
| 75                  | Ruby Roseman-Gannon (AUS) (route) | 17e                 |
| 76                  | Teniel Campbell (TTO)             | 83e                 |

| Movistar Team MOV | Movistar Team MOV            | Movistar Team MOV |
| ----------------- | ---------------------------- | ----------------- |
| Num               | Coureuse                     | Pos               |
| 81                | Aude Biannic (FRA)           | AB                |
| 82                | Emma Norsgaard (DEN)         | 11e               |
| 83                | Jelena Erić (SRB) (route)    | AB                |
| 84                | Sara Martín (ESP)            | 74e               |
| 85                | Lucia Ruiz Pérez (ESP)       | AB                |
| 86                | Arlenis Sierra (CUB) (route) | 34e               |

| Team dsm-firmenich PostNL DFP | Team dsm-firmenich PostNL DFP | Team dsm-firmenich PostNL DFP |
| ----------------------------- | ----------------------------- | ----------------------------- |
| Num                           | Coureuse                      | Pos                           |
| 91                            | Francesca Barale (ITA)        | 54e                           |
| 92                            | Franziska Koch (GER)          | 71e                           |
| 93                            | Pfeiffer Georgi (GBR) (route) | 13e                           |
| 94                            | Daniek Hengeveld (NED)        | 76e                           |
| 95                            | Josie Nelson (GBR)            | 78e                           |
| 96                            | Elise Uijen (NED)             | 48e                           |

| Team Visma \| Lease a Bike TVL | Team Visma \| Lease a Bike TVL | Team Visma \| Lease a Bike TVL |
| ------------------------------ | ------------------------------ | ------------------------------ |
| Num                            | Coureuse                       | Pos                            |
| 101                            | Marianne Vos (NED)             | 1re                            |
| 102                            | Nienke Veenhoven (NED)         | 111e                           |
| 103                            | Linda Riedmann (GER)           | 49e                            |
| 104                            | Eva van Agt (NED)              | 75e                            |
| 105                            | Sophie von Berswordt (NED)     | NP                             |
| 106                            | Lieke Nooijen (NED)            | 29e                            |

| UAE Team ADQ UAD | UAE Team ADQ UAD          | UAE Team ADQ UAD |
| ---------------- | ------------------------- | ---------------- |
| Num              | Coureuse                  | Pos              |
| 111              | Chiara Consonni (ITA)     | AB               |
| 112              | Alena Amialiusik (BLR)    | 42e              |
| 113              | Sofia Bertizzolo (ITA)    | 112e             |
| 114              | Eleonora Gasparrini (ITA) | 53e              |
| 115              | Silvia Persico (ITA)      | 35e              |
| 116              | Karlijn Swinkels (NED)    | 14e              |

| Uno-X Mobility UXM | Uno-X Mobility UXM              | Uno-X Mobility UXM |
| ------------------ | ------------------------------- | ------------------ |
| Num                | Coureuse                        | Pos                |
| 121                | Anniina Ahtosalo (FIN) (route)  | 90e                |
| 122                | Teuntje Beekhuis (NED)          | 89e                |
| 123                | Simone Boilard (CAN)            | 28e                |
| 124                | Maria Giulia Confalonieri (ITA) | 73e                |
| 125                | Anouska Koster (NED)            | 21e                |
| 126                | Amalie Dideriksen (DEN)         | 50e                |

| Lotto Dstny Ladies LDL | Lotto Dstny Ladies LDL     | Lotto Dstny Ladies LDL |
| ---------------------- | -------------------------- | ---------------------- |
| Num                    | Coureuse                   | Pos                    |
| 131                    | Mieke Docx (BEL)           | 96e                    |
| 132                    | Maureen Arens (NED)        | 99e                    |
| 133                    | Quinty van de Guchte (NED) | 70e                    |
| 134                    | Thalita de Jong (NED)      | 5e                     |
| 135                    | Fauve Bastiaenssen (BEL)   | 66e                    |
| 136                    | Katrijn De Clercq (BEL)    | 98e                    |

| Proximus-Cyclis CT ___ | Proximus-Cyclis CT ___  | Proximus-Cyclis CT ___ |
| ---------------------- | ----------------------- | ---------------------- |
| Num                    | Coureuse                | Pos                    |
| 141                    | Lente Boskamp (NED)     | AB                     |
| 142                    | Marieke de Groot (NED)  | 117e                   |
| 143                    | Febe Poppe (BEL)        | AB                     |
| 144                    | Lisa van Belle (NED)    | AB                     |
| 145                    | Femke van Goethem (BEL) | 97e                    |
| 146                    | Deborah Veerman (NED)   | 102e                   |

| Arkéa-B&B Hotels Women ARK | Arkéa-B&B Hotels Women ARK    | Arkéa-B&B Hotels Women ARK |
| -------------------------- | ----------------------------- | -------------------------- |
| Num                        | Coureuse                      | Pos                        |
| 151                        | Lotte Claes (BEL)             | 41e                        |
| 152                        | Maaike Coljé (NED)            | 51e                        |
| 153                        | Océane Mahé (FRA)             | AB                         |
| 154                        | Emilia Fahlin (SWE) (route)   | 114e                       |
| 155                        | Marie-Morgane Le Deunff (FRA) | 67e                        |
| 156                        | Maurène Trégouët (FRA)        | 93e                        |

| Bepink-Bongioanni BPK | Bepink-Bongioanni BPK               | Bepink-Bongioanni BPK |
| --------------------- | ----------------------------------- | --------------------- |
| Num                   | Coureuse                            | Pos                   |
| 161                   | Andrea Casagranda (ITA)             | AB                    |
| 162                   | Angela Oro (ITA)                    | AB                    |
| 163                   | Ana Vitória Magalhães (BRA) (route) | 63e                   |
| 164                   | Beatrice Pozzobon (ITA)             | 105e                  |
| 165                   | Nora Jenčušová (SVK) (route)        | AB                    |
| 166                   | Monica Trinca Colonel (ITA)         | 72e                   |

| Cofidis COF | Cofidis COF                    | Cofidis COF |
| ----------- | ------------------------------ | ----------- |
| Num         | Coureuse                       | Pos         |
| 171         | Victoire Berteau (FRA) (route) | 16e         |
| 172         | Alana Castrique (BEL)          | 95e         |
| 173         | Valentine Fortin (FRA)         | 101e        |
| 174         | Lise Ménage (FRA)              | 103e        |
| 175         | Sarah Roy (AUS)                | 12e         |
| 176         | Josie Talbot (AUS)             | 113e        |

| EF Education-Cannondale EFC | EF Education-Cannondale EFC  | EF Education-Cannondale EFC |
| --------------------------- | ---------------------------- | --------------------------- |
| Num                         | Coureuse                     | Pos                         |
| 181                         | Megan Armitage (IRL)         | 86e                         |
| 182                         | Letizia Borghesi (ITA)       | 25e                         |
| 183                         | Kristen Faulkner (USA)       | 33e                         |
| 184                         | Alison Jackson (CAN) (route) | 65e                         |
| 185                         | Nina Kessler (NED)           | 64e                         |
| 186                         | Noemi Rüegg (SUI)            | 60e                         |

| Hess Cycling Team HCT | Hess Cycling Team HCT         | Hess Cycling Team HCT |
| --------------------- | ----------------------------- | --------------------- |
| Num                   | Coureuse                      | Pos                   |
| 191                   | Nicole Frain (AUS)            | 116e                  |
| 192                   | Rotem Gafinovitz (ISR)        | 55e                   |
| 193                   | Annika Liehner (SUI)          | AB                    |
| 194                   | Clara Lundmark (SWE)          | 94e                   |
| 195                   | Alice McWilliam (GBR)         | 115e                  |
| 196                   | Marjolein van 't Geloof (NED) | 47e                   |

| Team Coop-Repsol HPU | Team Coop-Repsol HPU          | Team Coop-Repsol HPU |
| -------------------- | ----------------------------- | -------------------- |
| Num                  | Coureuse                      | Pos                  |
| 201                  | India Grangier (FRA)          | 20e                  |
| 202                  | Monica Greenwood (GBR)        | 91e                  |
| 203                  | Sigrid Ytterhus Haugset (NOR) | 43e                  |
| 204                  | Mari Hole Mohr (NOR)          | 107e                 |
| 205                  | April Tacey (GBR)             | 85e                  |
| 206                  | Eline Van Rooijen (NED)       | AB                   |

| Team Komugi-Grand Est GEK | Team Komugi-Grand Est GEK | Team Komugi-Grand Est GEK |
| ------------------------- | ------------------------- | ------------------------- |
| Num                       | Coureuse                  | Pos                       |
| 211                       | Chloé Charpentier (FRA)   | AB                        |
| 212                       | Fien Delbaere (BEL)       | 106e                      |
| 213                       | Eliška Kvasničková (CZE)  | 108e                      |
| 214                       | Silvia Magri (ITA)        | 88e                       |
| 215                       | Laury Milette (CAN)       | 104e                      |
| 216                       | Josephine Peloquin (CAN)  | AB                        |

| VolkerWessels VWT | VolkerWessels VWT       | VolkerWessels VWT |
| ----------------- | ----------------------- | ----------------- |
| Num               | Coureuse                | Pos               |
| 221               | Valerie Demey (BEL)     | 57e               |
| 222               | Eline Jansen (NED)      | AB                |
| 223               | Quinty Schoens (NED)    | 24e               |
| 224               | Marieke Meert (BEL)     | 46e               |
| 225               | Marith Vanhove (BEL)    | 87e               |
| 226               | Sabrina Stultiens (NED) | 26e               |

| Chevalmeire CHE | Chevalmeire CHE        | Chevalmeire CHE |
| --------------- | ---------------------- | --------------- |
| Num             | Coureuse               | Pos             |
| 231             | Malin Eriksen (NOR)    | 100e            |
| 232             | Antonia Gröndahl (FIN) | 110e            |
| 233             | Danique Braam (NED)    | 68e             |
| 234             | Cleo Kiekens (BEL)     | 109e            |
| 235             | Hanna Nilsson (SWE)    | AB              |
| 236             | Emily Watts (AUS)      | 92e             |

## Organisation
Flanders Classics organise la course.